# Niżnie Stanikowe Siodło
Niżnie Stanikowe Siodło (ok. 1120 m) – płytka przełęcz oddzielająca Mały Regiel (1141 m) od Czerwonego Gronika (1294 m) w polskich Tatrach Zachodnich. Znajduje się tuż po południowej stronie wierzchołka Małego Regla. Rejon przełęczy jest całkowicie zalesiony. Zachodnie stoki spod przełęczy opadają do polany Wyżnia Kira Miętusia w dolnej części Doliny Kościeliskiej. W stokach tych poniżej przełęczy znajduje się źródło, żleb, a także jaskinia Schron w Małym Reglu. Stoki wschodnie opadają do reglowej dolinki Staników Żleb.
Nie prowadzą przez nią żadne szlaki turystyczne.